# Чаплин, Сидни
Си́дни Ча́плин (англ. Sydney Chaplin; 16 марта 1885 — 16 апреля 1965) — английский актёр. Старший единоутробный брат Чарли Чаплина, дядя актёра Сидни Эрла Чаплина (1926—2009), сына Чарли, названного в его честь.

## Карьера

### Карьера актёра
Начав свою актёрскую карьеру в 1905 году с незначительной роли злодея в театральной постановке «Шерлок Холмс», Сидни Чаплин постепенно перешёл на киноэкран, следуя по стопам своего брата Чарли. В 1915 году американский режиссёр и продюсер Мак Сеннет (у которого начинал карьеру его брат) подписал контракт с Сидни. Актёр создал образ Гассла — гротескного усатого человечка в шляпе-лодочке, тесном пиджаке и с тростью. Сам Сидни был уверен в успехе, так как в театре он пользовался даже большей известностью, чем его младший брат. Несмотря на успех, который имела его картина «Подводный пират» (весёлая пародия на военные фильмы), ему не удалось понравиться публике, и Мак Сеннет в итоге расстался с ним.
За свою актёрскую карьеру, закончившуюся в 1929 году, он снялся в 36 фильмах.

### Карьера авиатора

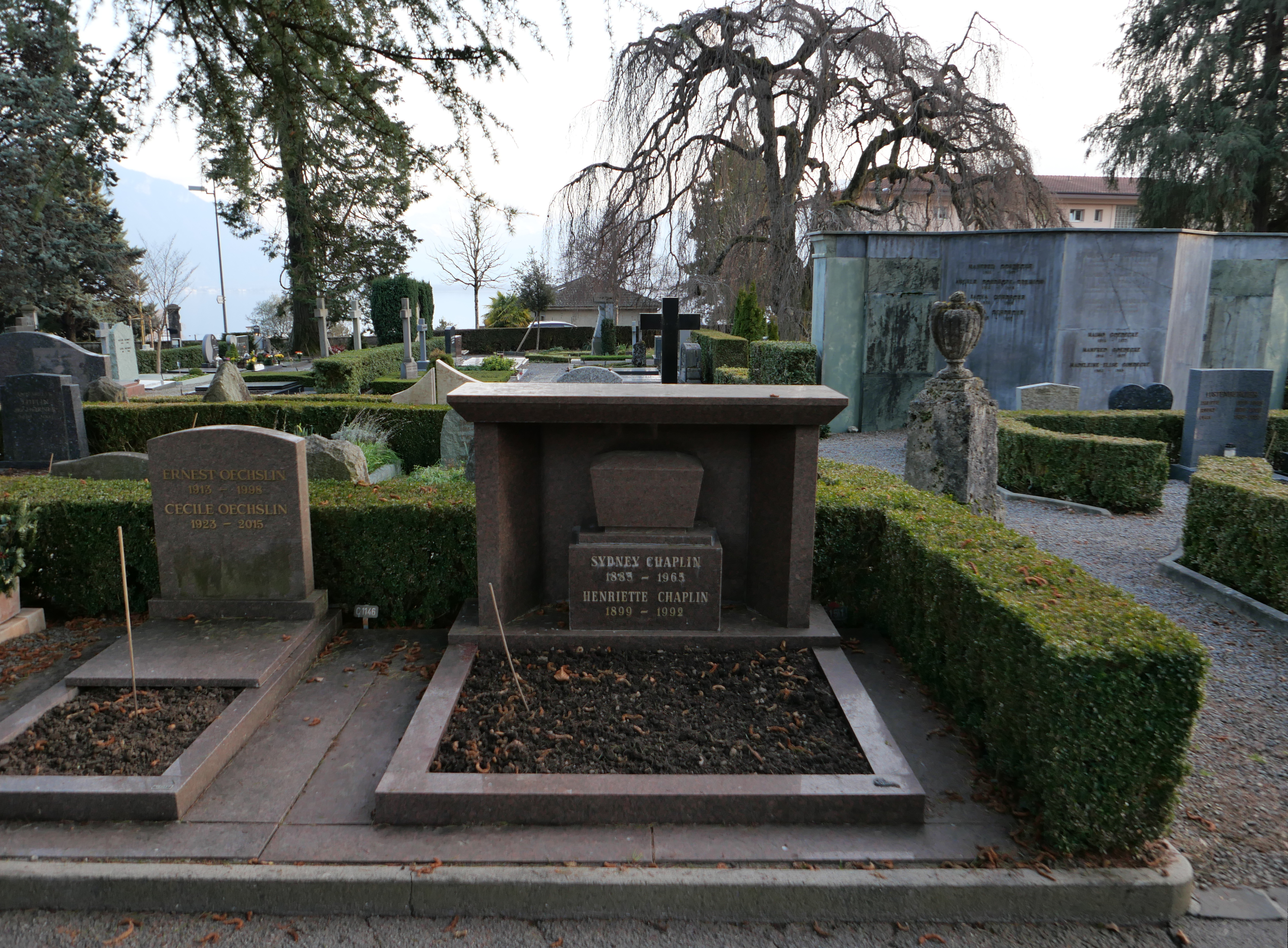
Могила Чаплина и его второй жены Генриетты, урожденной Леоняну (1899–1992), на кладбище Кларенс-Монтрё в швейцарском кантоне Во.

Одним из основных занятий Сидни была помощь своему брату Чарли, которая заключалась в рекламном продвижении, консультациях и т. п. Однако наиболее значимый след в истории (помимо актёрской деятельности) Сидни Чаплин оставил в сфере авиации. В мае 1919 года вместе с лётчиком Эмери Роджерсом он основал первую частную американскую авиакомпанию, занимавшуюся внутренними перевозками, The Syd Chaplin Airline, Co., которая располагалась в Санта-Монике, штат Калифорния.
Компания просуществовала всего один год, но за это время она успела стать первой в ряде достижений:
- первое авиашоу для самолётов Curtiss JN-4.
- первый авиаперелёт по маршруту Лос-Анджелес — Сан-Франциско и обратно, совершённый за 24 часа.
- Чарли Чаплин совершил свой первый перелёт на самолёте Сидни, как и многие знаменитости того времени.

Сидни Чаплин ушёл из авиации, как только правительство начало разработку системы лицензирования пилотов и ввело налогообложение для авиакомпаний и владельцев самолётов.

## Избранная фильмография
| Год  |     | Русское название           | Оригинальное название | Роль                                                       |
| ---- | --- | -------------------------- | --------------------- | ---------------------------------------------------------- |
| 1914 | кор | Вино Фэтти                 | Fatty’s Wine Party    | официант                                                   |
| 1914 | кор | Его доисторическое прошлое | His Prehistoric Past  | полицейский в парке                                        |
| 1914 | кор | Гольфист Гассл             | Gussle, the Golfer    | Гассл                                                      |
| 1915 | кор | Подводный пират            | A Submarine Pirate    | официант                                                   |
| 1918 | кор | Собачья жизнь              | A Dog’s Life          | торговец сосисками                                         |
| 1918 | кор | Облигация                  | The Bond              | кайзер                                                     |
| 1918 | ф   | На плечо!                  | Shoulder Arms         | сержант / кайзер                                           |
| 1922 | кор | День получки               | Pay Day               | рабочий / друг Чарли / владелец киоска                     |
| 1923 | ф   | Пилигрим                   | The Pilgrim           | отец мальчика / проводник в поезде / влюблённый на вокзале |
| 1923 | ф   | Её временный муж           | Her Temporary Husband | Джадд                                                      |
| 1925 | ф   | Тётушка Чарли              | Charley’s Aunt        | Баббс Бабберли                                             |
| 1927 | ф   | Охотник за удачей          | The Fortune Hunter    | Нэт Данкан                                                 |
| 1927 | ф   | Недостающее звено          | The Missing Link      | Артур Уэллс                                                |